# تاب برتغال الرحلة 425
تاب برتغال الرحلة 425 طائرة بوينغ 727-282 كانت تحمل علي متنها 156 راكبا و8 من أفراد الطاقم من بروكسل إلي فونشال عبر لشبونة في 19 نوفمبر 1977 وبينما كان الكابتن جواو لونتراو ومساعد الطيار ميغيل غيماريش يهبطون بطائرتهم علي المدرج 23L كان الطقس السئ خلال وقت الهبوط وبلل المدرج بسبب المطر الكثيف علي المدرج 23R والهبوط بسرعة 19 عقدة/س (35 كم/س) وهبوط طويل بسبب أضواء الهبوط للطائرة وأضواء المدرج وتصحيح الاتجاه المفاجئ بعد الهبوط علي المدرج تسببوا باجتياح الطائرة المدرج وتحطمها عند شاطئ صخري قرب مطار ماديرا مسببة مقتل 131 شخصا من بينهم كلا الطيار جواو لونتراو ومساعده الأول ميغيل غيماريش ونجاة 33 شخصا من بينهم مضيفتين جويتين وبعد 29 يوما من الحادثة حصلت حادث الرحلة 730 (سادي ترانسبورت إيراين) علي بعد 4 كيلومترات (2.5 ميل) جنوبي شرق مطار ماديرا مما أدي إلي تحسين مطار ماديرا في 2003 بعد 26 عاما من الحادثة.